# 鄭楹
鄭 楹（てい えい、チン・ゾアン、ベトナム語：Trịnh Doanh / 鄭楹、保泰元年11月5日（1720年12月4日） - 景興28年1月5日（1767年2月3日））は、後黎朝大越の権臣、東京鄭氏の第9代当主。封号は明都王。

## 生涯
安都王鄭棡の四男。鄭棡の跡を継いだ長兄の威南王鄭杠は横暴な性格で、毎日政事や民衆を省みず酒色に耽ったという。永佑6年（1740年）、後黎朝家臣の阮貴憼・阮公寀・武公宰らは鄭杠の母の武氏玉源の支持を得て、鄭杠を廃して同母弟の鄭楹を擁立した。
鄭杠の代の暴政により、鄭氏に反感を抱いていた北河の民衆は裕宗の子の黎維礻密といった後黎朝の皇族や将軍士族を頭目に載いて武装蜂起した（北河の農民蜂起）。黄五福ら名将の働きや、鄭楹自ら出征することにより蜂起を鎮静させ、鄭氏の統治を強固なものとした。歴代の鄭氏当主には珍しく皇帝であった顕宗を尊ぶ態度を取り、群臣から尊号を奉られても僭越だとしてこれを認めなかったという。
景興28年（1767年）に死去し、次男の鄭森が跡を継いだ。毅祖の廟号を追贈され、恩王と諡された。